# Koncentrator sieciowy

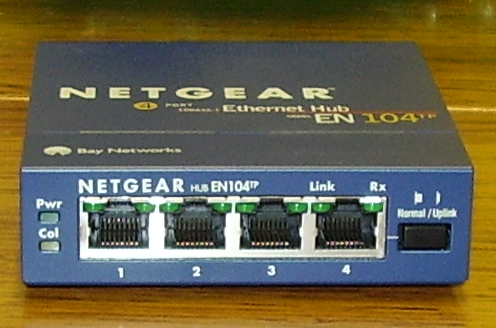
Prosty koncentrator z czterema portami

Koncentrator sieciowy (także z ang. hub) – urządzenie pozwalające na przyłączenie wielu urządzeń sieciowych do sieci komputerowej o topologii gwiazdy. Najczęściej spotykane w wersji 4-, 8-, 16- lub 24-portowej.

## Działanie
Koncentrator pracuje w warstwie pierwszej modelu ISO/OSI (warstwie fizycznej), przesyłając sygnały elektryczne z jednego portu (gniazda) na wszystkie pozostałe. Taka metoda działania nie pozwala mu na analizowanie ramek pod kątem adresu MAC ani datagramów pod kątem adresu IP. Ponieważ koncentrator powiela każdy otrzymany sygnał elektryczny, tworzy tak zwaną domenę kolizyjną – z tego względu czasami koncentrator nazywany jest wieloportowym wzmacniakiem. W sieciach Ethernet najczęściej wykorzystywaną metodą detekcji zaistnienia kolizji jest CSMA/CD. Koncentrator zwykle podłączany jest do routera jako rozgałęziacz, do niego zaś dopiero podłączane są pozostałe urządzenia sieciowe: komputery pełniące rolę stacji roboczych, serwerów, drukarki sieciowe i inne.

## Koncentrator a przełącznik
Obecnie urządzenia te nie są już praktycznie stosowane, wyparte zostały przez przełączniki działające w drugiej warstwie modelu ISO/OSI (warstwie łącza danych, wykorzystując adresy MAC podłączonych urządzeń). Powodem takiej sytuacji był bardzo duży spadek cen przełączników, coraz wyższe wymogi dotyczące przepustowości sieci stawiane przez nowoczesne aplikacje sieciowe oraz zwiększające się ilości danych, które muszą być przesłane przez sieć. Duża liczba kolizji występujących w obciążonych sieciach komputerowych powodowała znaczne obniżenie przepustowości i przekreśliła sens stosowania koncentratorów.
Z drugiej strony koncentrator przenosi sygnały z portu wejściowego na wszystkie porty wyjściowe bit po bicie, przełącznik natomiast ramka po ramce, co powoduje powstawanie opóźnień (także dodatkowych zmiennych, w zależności od długości ramki). Może być to jednak zaletą koncentratora w przypadku bardzo prostych sieci lokalnych.